# Arthur Laffer
Arthur Laffer, né le 14 août 1940 à Youngstown est un économiste américain de doctrine libérale ainsi que l'un des chefs de file de l'école de pensée économique de l'offre.

## Biographie

### Jeunesse et études
Arthur Laffer est titulaire d'un Bachelor of Arts (BA) de l'université Yale. Il obtient également doctorat en économie à l'université Stanford en 1972 ainsi qu'un MBA au sein de la même université.

### Parcours professionnel
Arthur Laffer est nommé professeur associé d'économie de l'entreprise à l'université de Chicago en 1970. De 1976 à 1984, il est professeur d'économie de l'entreprise à l'université de Californie du Sud. En 1985, il devient professeur d'université à l'université Pepperdine.

## Apports

### Courbe de Laffer
Arthur Laffer est l'auteur de la courbe portant son nom et qui tente de montrer que « trop d'impôt tue l'impôt ». En effet, selon la courbe de Laffer, le rendement d'un impôt est relativement bas au-dessous d'un certain seuil mais baisse au-delà d'un autre.

## Prises de position
Se fondant sur cette courbe, Arthur Laffer est un ardent défenseur d'une politique de réduction des impôts. Son influence fut importante au cours des années 1980. En effet, dès 1978, il soutint la Proposition 13 visant à une réduction de l'impôt foncier en Californie. Par ailleurs, il influença la politique fiscale de Ronald Reagan en incitant des réductions d'impôts massives ; d'abord en 1981 par l'Economic Recovery Tax Act (E.R.T.A.) puis en 1986 par le Tax Reform Act (T.R.A.).
À partir de 2016, il est l'un des conseillers économiques de Donald Trump, tout en soutenant sa politique économique par un ouvrage intitulé Trumponomics: Inside the America First Plan to Revive Our Economy.
Il est décoré par Donald Trump en 2018 de la médaille présidentielle de la liberté,. 
Son destin personnel commence à s'accélérer en 1978 avec la parution d'un article de Jude Wanniski paru dans la revue The Public Interest intitulé "Taxes, Revenues, and the Laffer Curve". La courbe de Laffer serait née dans un dîner en décembre 1974 entre Wanniski (journaliste), Laffer (université de Chicago), Donald Rumsfeld (à l'époque directeur de cabinet du président Gerald Ford) et Dick Cheney (alors adjoint de Rumsfeld et ancien condisciple de Laffer à Yale) dans un restaurant de Washington.